# 受田浩之
受田 浩之（うけだ ひろゆき、1960年 - ）は、日本の農学者、高知大学学長。食品分析学、食品化学、食品機能学などの食品科学、あるいはフードビジネス論を専門としているが、大学の立場から高知県の地域課題についても発言している。

## 経歴
北九州市生まれ。
1982年に九州大学農学部食糧化学工学科を卒業し、1984年に九州大学大学院農学研究科修士課程を修了した。
1986年8月に、九州大学農学部助手となり、1990年1月に、「酵素センサー及び補酵素再生系センサーの開発に関する研究」により、九州大学から農学博士を取得した。1991年から1992年にかけては、ドイツに渡り、国立バイオテクノロジー研究所 (Gesellschaft für Biotechnologische Forschung) に客員研究員として滞在した。
1991年4月に高知大学農学部助教授となり、2004年12月に教授へ昇任した。2005年から高知大学地域連携推進本部長及び国際・地域連携推進センター長を兼務した。
2006年4月に国際・地域連携担当の副学長となり、2014年4月には地域連携担当副学長、2018年4月からは広報担当副学長も兼務した。
この間、2015年には、地域協働学部教授に所属を移し、コンティニュイング・ケア・リタイアメント・コミュニティに関して検討した政府の日本版CCRC構想有識者会議の委員も務めた。
2019年3月に副学長を退任して、国立大学法人高知大学の理事となり、2024年4月に高知大学学長となった。
このほか、学外では、四国健康支援食品制度推進委員会委員、高知県まち・ひと・しごと創生総合戦略推進委員会委員長、内閣府の「地方創生カレッジ推進会議」委員、消費者委員会委員、食品表示部会及び新開発食品調査部会部会長などを歴任した。